# لمسة الخطيئة
لمسة الخطيئة (بالإنجليزية: A Touch of Sin)‏ هو فيلم جريمة تم إنتاجه في الصين وصدر في سنة 2013. الفيلم من إخراج وكتابة جا جنكي. فاز الفيلم بجائزة اللؤلؤة السوداء لأفضل فيلم روائي في مهرجان أبو ظبي السينمائي 2013 وذكرت اللجنة في تبرير منحها الجائزة أنه سينمائي بامتياز، يقدم تجسيد شديد الدقة للمجتمع الصيني المعاصر.

## طاقم التمثيل
- وو جيانغ
- زاو تاو
- وانغ باوكيانغ

## القصة
يروي الفيلم قصة أربع شخصيات تتعرض جميعها لظلم كبير تضطر معه لأن تلمس الخطيئة كون هذه الخطيئة هي الحل الذي اهتدوا إليه، القصة الأولى تدين فساد موظفى الحزب الحاكم الذين يدوسون على الفقراء تحت نفوذه وسطوته، ففيها نرى مواطنا يدعى داهاى (وو جيانغ) يقبل على قتل عمدة بلدته النائية المشهورة بمناجمها وعمالها المهاجرين بسبب تواطؤه مع أحد ملاك المناجم في سرقة حقوق العمال، بل ويتطور الأمر بقتل كل من ساهموا في سرقة الحقوق.
القصة الثانية هي لامرأة تدعى تشاويو، التي تعمل في حمام للبخار والسونا، والتي تعيش قصة حب مع رجل متزوج وتدور حولها الشبهات بأنها امرأة خليعة، وعندما يأتيها رجلان إلى الحمام ويريدان أن يمارسا معها علاقة جنسية بالقوة بل ومحاولة اغتصابها لن يكون أمامها سوى الدفاع عن نفسها بقتلهما بقوة.
في القصة الثالثة نرى شابا (كاهن) يقع ضحية خطأ عندما يتسبب في حادثة لامرأة فيهرب للانتحار.
القصة الرابعة نشاهد رب عائلة اغترب بحثا عن لقمة العيش لأسرته ويخرج عليه قطاع الطرق لسرقته فيقتلهم جميعا.

## إصدار الفيلم

### ردود النقاد
تلقى لمسة الخطيئة عند صدوره، مراجعات إيجابية من معظم النقاد. على موقع الطماطم الفاسدة، 91% من 46 ناقد أعطوا الفيلم مراجعات إيجابية، وحصل على تقييم 77 في موقع ميتاكريتيك. كتب مانهولا داغريس في مجلة نيويورك تايمز: «قصة عنيفة وخيالية قادمة من الصين، لمسة الخطيئة هو قصة عن حيوات جُلُّها عنف.»

### ترشيحات وجوائز[7]
| السنة | الحدث                          | الفئة                                       | النتيجة |
| ----- | ------------------------------ | ------------------------------------------- | ------- |
| 2013  | مهرجان أبو ظبي السينمائي       | جائزة اللؤلؤة السوداء لأفضل فيلم روائي طويل | فوز     |
| 2013  | مهرجان كان السينمائي           | جائزة أفضل سيناريو                          | فوز     |
| 2013  | مهرجان كان السينمائي           | جائزة أفضل فيلم                             | ترشـيـح |
| 2013  | جمعية نقاد تورنتو السينمائية   | أفضل فيلم أجنبي                             | فوز     |
| 2013  | مهرجان الحصان الذهبي السينمائي | أفضل موسيقى تصويرية                         | فوز     |
| 2013  | مهرجان الحصان الذهبي السينمائي | أفضل مونتاج                                 | فوز     |
| 2013  | مهرجان الحصان الذهبي السينمائي | أفضل فيلم                                   | ترشـيـح |
| 2013  | مهرجان الحصان الذهبي السينمائي | أفضل مخرج                                   | ترشـيـح |
| 2013  | مهرجان الحصان الذهبي السينمائي | أفضل سيناريو أصلي                           | ترشـيـح |
| 2013  | مهرجان الحصان الذهبي السينمائي | أفضل تصوير سينمائي                          | ترشيح   |

## وصلات خارجية
- لمسة الخطيئة على موقع IMDb (الإنجليزية)
- لمسة الخطيئة على موقع ميتاكريتيك (الإنجليزية)
- لمسة الخطيئة على موقع روتن توميتوز (الإنجليزية)
- لمسة الخطيئة على موقع قاعدة بيانات الأفلام العربية
- لمسة الخطيئة على موقع ألو سيني (الفرنسية)
- لمسة الخطيئة على موقع أول موفي (الإنجليزية)
- لمسة الخطيئة على موقع بوكس أوفيس موجو (الإنجليزية)
- لمسة الخطيئة على موقع فيلمافينيتي (الإسبانية)
- لمسة الخطيئة على موقع قاعدة بيانات الأفلام السويدية (السويدية)
- لمسة الخطيئة على موقع قاعدة بيانات الفيلم (الإنجليزية)
- لمسة الخطيئة في قاعدة بيانات السينما العالمية.
- لمسة الخطيئة في موقع الطماطم الفاسدة.
- لمسة الخطيئة في موقع ميتاكريتيك.